# 布施荘
布施荘（ふせのしょう）は、日本の荘園。甲斐国巨麻郡（現在の山梨県中央市布施）付近に位置する。11世紀成立の摂関家領荘園。

## 沿革
甲府盆地南部に位置し、現在では甲斐市竜王の信玄堤付近から南流する釜無川左岸に立地する。布施荘は釜無・笛吹川により形成された沖積地上に立地する。甲府盆地南部では、布施荘の東側に鎌田荘や小井河荘が所在し、布施荘から釜無川対岸に加々美荘や大井荘が所在している。また、布施荘の南側には青島荘が所在している。
甲府盆地中央から西部では釜無川と支流の御勅使川が合流する甲斐市竜王付近を中心に水害の常襲地で、釜無川・御勅使川も歴史的には流路を変遷させていた。甲斐市竜王から東南へ向かう釜無川竜王流路は甲斐市篠原付近において釜無川西流路と分岐し、南流する西流路は布施荘一帯へ向かった。また、御勅使川南流路も布施荘一帯に及んでいた。
戦国時代には甲斐市竜王に信玄堤が築造され、釜無川流路が南流する現在の流路に固定化された。信玄堤の下流では下川除・西八幡堤・中央市布施に隣接する中巨摩郡昭和町の括の堤やかすみ堤などの諸堤防が築かれ、釜無川西流路や御勅使川南流路による洪水から一帯を防備した。
布施荘一帯は水害のため安定した定住が困難な地域であったと考えられており、考古遺跡の分布は希薄となっているが、中央市布施の小井川遺跡などわずかに遺跡の分布が存在が見られる。一方、加々美荘や鎌田荘の荘域と接する東西両端においては、遺跡がやや濃密に分布している。
古代甲斐国における荘園は11世紀以前までは国衙（こくが）領が多く、法勝院領・市河荘が見られるのみであったが、11世紀後半からは摂関家領や天皇家領、寺社領など多様な荘園が出現する。古代甲斐の政治的中心地は盆地西部の山梨・八代両郡であるが、荘園は両郡から地理的に離れた甲斐西部の巨麻郡において数多く分布し、摂関家領では甲斐北西部の小笠原荘や逸見荘、盆地中西部では布施荘や大井荘、盆地南部では石間牧などがある。
布施荘は摂関家領のうち藤氏長者の伝領する摂籙渡領（せつろくわたりりょう）で、鎌倉時代の嘉元3年（1305年）に摂籙渡荘目録に東北院領として記載されている。また、『中右記』元永2年（1119年）2月23日条には大井荘に関する記事において割注として当荘を指すと考えられている「布施」の地名が見られる。
荘域が盆地西部の広範囲に比定されている大井荘との関係については、布施荘から大井荘への改称説や布施荘による併呑説などが考えられていたが、現在では大井荘は布施荘の新荘として成立したとものであると考えられている。布施荘を大井荘と同様の摂関家領と想定すると、11世紀代の成立であると考えられている。また、『勘仲記』正応2年（1289年）4月29日条 では東北院領である布施荘の預所職補任の記事が記載されているが、補任された人物は不明である。
平安時代後期以降には甲斐源氏の一族が盆地各地へ進出するが、布施荘域における足跡としては、南北朝時代に甲斐国守護武田信成の子満春が当荘に土着して布施氏を称している。また、弥勒2年（「弥勒」は私年号で永正4年（1507年）にあたる）には当荘の住民小池図書守が近江国石川寺に西国三十三所の巡礼札を奉納している。
2005年（平成17年）には荘域中央部にあたる小井川遺跡 の発掘調査において、延慶3年（1305年）、正和4年（1315年）の紀年銘と「布施」の荘名、「二藤布施兵衛忠光」の人名が記された五輪塔部材が出土している。
これは再加工され橋梁や建物礎石として転用された五輪塔部材であると考えられており、遺構を伴わず出土位置は正確でないものの、山梨県内において荘園の実態が考古遺物によって確認された類例のない事例として注目されている。紀年銘の実年代にあたる布施荘の預家は五辻忠氏で、「二藤布施兵衛忠光」は預所代として現地での管理運営を託された人物であると推定されている。